# Paul A. Miedtke
Paul August Miedtke (* 25. September 1894 in Milwaukee, Wisconsin; † 24. März 1959 ebenda) war ein US-amerikanischer Musiker und Marschmusikkomponist Sohn deutscher Einwanderer.

## Leben
Sein Vater Peter Miedtke (1844–1911) war 1890 aus dem damaligen Stretzin im Kreis Schlochau in Westpreußen in die USA ausgewandert. Seine Mutter war dessen zweite Frau Wilhelmine, geb. Krowke (1855–1903).
Nachdem er sich 1915 als 20-Jähriger das Copyright für seine Komposition des Marsches Milwaukee First sichern lassen hatte, präsentierte kurz darauf der Arzt J. H. Junge ein gleichnamiges Stück.
Miedtke hatte den Marsch der 1861 gegründeten Milwaukee Merchants’ and Manufacturers’ Association (Milwaukee Association of Commerce) gewidmet. Er selbst arbeitete zu dieser Zeit als Assistant Secretary bei der Milwaukee Produce & Fruit Exchange.
1918 ließ er sich die Rechte für seinen Great Lakes 2nd Regiment March sichern.
Einen Monat nach seinem Tod wurde er mit militärischen Ehren am 24. April 1959 beigesetzt.

## Werke
- 1914: Victory (The), march-two step[7]
- 1915: Milwaukee First, Marschmusik, instrumental[8]
- 1918: Great Lakes 2nd Regiment March, Marschmusik, Piano.[9][10]